# Paralichthys adspersus
Paralichthys adspersus är en fiskart som först beskrevs av Steindachner, 1867.  Paralichthys adspersus ingår i släktet Paralichthys och familjen Paralichthyidae. IUCN kategoriserar arten globalt som livskraftig. Inga underarter finns listade i Catalogue of Life.